# 南樂山
南樂山（Robert Cummings Neville，1939年5月1日—），美國哲學家，波士頓儒家的代表人物。現為波士頓大學宗教學院哲學、宗教學及神學教授、國際中國哲學會（International Society for Chinese Philosophy）執行委員會主席。研究領域為哲學、比較哲學、宗教哲學。
南樂山注重中國哲學，在2000年出版《波士頓儒學》（Boston Confucianism），正式確立學派，旨在尋求儒學與西方哲學對話的可能，而儒家（尤其荀子）倡導的禮儀，則是各種文明互相尊重的基礎，使得二者以上的對象能夠進行互動，也是讓「人為的東西自然化」。

## 外部連結
- 南樂山 （页面存档备份，存于）（中國當代儒學網）